# Zbigniew Szydło
Zbigniew Szydło (ur. w 1949 w Londynie), znany także jako Andrew Szydlo, Andrew Zbigniew Szydlo i Andrew Z. Szydlo – nauczyciel i popularyzator chemii w Wielkiej Brytanii, zajmujący się historią alchemii, a zwłaszcza osobą Michała Sędziwoja.
Zbigniew Szydło jest dzieckiem polskich emigrantów. Jest absolwentem Latymer Upper School, Hammersmith, Imperial College i University College London. Uzyskał stopień bakałarza inżynierii chemicznej, magistra BHP oraz doktora historii i filozofii nauki. Od 1975 roku uczy chemii w Highgate School w Londynie.
Kilkukrotnie jeździł z odczytami popularnonaukowymi, ilustrowanymi replikami eksperymentów opisanych przez Sędziwoja, a także eksperymentami własnego pomysłu, które zostały zauważone w brytyjskich mediach. M.in. prowadził swoje pokazy i wykłady na Uniwersytecie Cambridge, Durham University, University College London i Royal Institution. Według relacji mediów na jego wykłady przychodzi nawet do 350 osób.
Kilkukrotnie występował też w popularnych serialach telewizyjnych, gdzie grał krótkie rólki: nauczyciel chemii w That'll Teach 'em (Channel 4, 2006) i Sorcerer's Apprentice (CBBC, 2007), historyk nauki w Absolute Zero (BBC4, 2007) i jako chemik w Generals at War (National Geographic, 2009).
Zbigniew Szydło jest autorem jednej książki, "Water that does not wet hands: The Alchemy of Michael Sendivogius", przetłumaczonym na język polski pt. Woda, która nie moczy rąk. Alchemia Michała Sędziwoja, oraz współautorem jednej publikacji popularnonaukowej. W obu tych pracach dowodzi tezy, że Michał Sędziwoj jako pierwszy odkrył istnienie tlenu.